# Nyctemera
Nyctemera là một chi bướm đêm thuộc phân họ Arctiinae, họ Erebidae.
Chi này bao gồm các loài Nyctemera annulata và Nyctemera amica, có quan hệ gần gũi. Bướm đêm của các loài trong chi này có kích thước trung bình, con trưởng thành có sải cánh 35–45 milimét (1,4–1,8 in). 

## Các loài
Chi này có các loài sau:
- Nyctemera adversata
- Nyctemera annulata
- Nyctemera angulata
- Nyctemera apensis
- Nyctemera aquimqargo
- Nyctemera formosana
- Nyctemera amicus
- Nyctemera brylancik
- Nyctemera fractifascia
- Nyctemera varians
- Nyctemera arctata
- Nyctemera augustipennis
- Nyctemera baulus
- Nyctemera bouruana
- Nyctemera browni
- Nyctemera calcicola
- Nyctemera carissima
- Nyctemera cenis
- Nyctemera clathratum
- Nyctemera coleta
- Nyctemera consobriniformis
- Nyctemera consors
- Nyctemera contrasta
- Nyctemera dentifascia
- Nyctemera diaphana
- Nyctemera dispar
- Nyctemera distincta
- Nyctemera drucei
- Nyctemera everetti
- Nyctemera evergista
- Nyctemera extendens
- Nyctemera externa
- Nyctemera floresicola
- Nyctemera genora
- Nyctemera gerra
- Nyctemera gratia
- Nyctemera groenendaeli
- Nyctemera herklotsii
- Nyctemera homogona
- Nyctemera hyalina
- Nyctemera imitans
- Nyctemera interlecta
- Nyctemera kala
- Nyctemera kebeae
- Nyctemera kiauensis
- Nyctemera kinagananga
- Nyctemera kinabaluensis
- Nyctemera kinibalina
- Nyctemera kiriwina
- Nyctemera kishidai
- Nyctemera lacticinia
- Nyctemera latera
- Nyctemera latistriga
- Nyctemera latemarginata
- Nyctemera leopoldi
- Nyctemera letensis
- Nyctemera limbata
- Nyctemera lombokiana
- Nyctemera luctuosa
- Nyctemera ludekingii
- Nyctemera lugens
- Nyctemera lunulata
- Nyctemera luzonensis
- Nyctemera luzonica
- Nyctemera maculata
- Nyctemera malaccana
- Nyctemera mastrigti
- Nyctemera mesolychna
- Nyctemera montana
- Nyctemera muelleri
- Nyctemera nicobarensis
- Nyctemera nonapicalis
- Nyctemera obtusa
- Nyctemera ovada
- Nyctemera owadai
- Nyctemera pagenstecheri
- Nyctemera palawanica
- Nyctemera paradelpha
- Nyctemera perissa
- Nyctemera poliodesma
- Nyctemera popiya
- Nyctemera pseudokala
- Nyctemera quadriplaga
- Nyctemera quaternarium
- Nyctemera radiata
- Nyctemera regalis
- Nyctemera regularis
- Nyctemera robusta
- Nyctemera secundiana
- Nyctemera semperi
- Nyctemera separata
- Nyctemera sexmaculatum
- Nyctemera simulatrix
- Nyctemera sonticum
- Nyctemera stresemanni
- Nyctemera sumatrensis
- Nyctemera swinhoei
- Nyctemera tenompoka
- Nyctemera tenuifascia
- Nyctemera toxopei
- Nyctemera tripunctaria
- Nyctemera trita
- Nyctemera undulata
- Nyctemera warmasina
- Nyctemera acraeina
- Nyctemera apicalis
- Nyctemera arieticornis
- Nyctemera biformis
- Nyctemera chalcosidia
- Nyctemera chromis
- Nyctemera crassiantennata
- Nyctemera druna
- Nyctemera glauce
- Nyctemera gracilis
- Nyctemera hemixantha
- Nyctemera insulare
- Nyctemera insularis
- Nyctemera itokina
- Nyctemera leuconoe
- Nyctemera oninica
- Nyctemera pallescens
- Nyctemera perspicua
- Nyctemera rattrayi
- Nyctemera restrictum
- Nyctemera seychellensis
- Nyctemera transitella
- Nyctemera ugandicola
- Nyctemera uniformis
- Nyctemera usambarae
- Nyctemera virgo
- Nyctemera xanthura